# Diocese de Cochim
A Diocese de Cochim (Latim:Diœcesis Coccinensis) é uma diocese localizada na cidade de Cochim, no estado de Querala, pertencente a Arquidiocese de Verapoly na Índia. Foi fundada em 1558 pelo Papa Paulo IV. Com uma população católica de 176.880 habitantes, sendo 27,2% da população total, possui 50 paróquias com dados de 2021.

## História
A História da Diocese de Cochim começa com a chegada de missionários portugueses na Índia. Eles chegaram a Kappad em 20 de maio de 1498, juntamente com Vasco da Gama. A recepção aos missionários estava longe de ser amigável. No encontro violento, vários dos estrangeiros foram mortos. Como resultado, Vasco da Gama teve de regressar a Lisboa. Aqui surge o primeiro mártir entre os missionários portugueses em Kerala, Frei Pedro de Covilhã.
Uma segunda expedição sob o comando do Capitão Pedro Álvares Cabral, que incluiu 13 navios e 18 sacerdotes, ancoraram em Cochim, em 26 de novembro de 1500. Cabral logo ganhou a boa vontade do Rajá de Cochim. Assim, quatro frades poderiam fazer seu trabalho apostólico entre as primeiras comunidades cristãs espalhadas na região. Quando Rei Goda Varma de Cochim foi derrotado pelo líder de Kozhikkode e o manteve prisioneiro em Vypeen, um terço da frota do Almirante Afonso de Albuquerque chegou em 3 de setembro de 1503, fato que ajudou no resgate do Rajá de Cochim. Por gratidão, o Rajá concedeu-lhe permissão para construir uma fortaleza em Cochim com uma igreja no centro.
Foi eregida em 1 de novembro de 1503, depois de uma grandiosa procissão. Mais tarde, como decretado pelo rei de Portugal Dom Manuel, Albuquerque comandaria os sacerdotes, Franciscanos e Dominicanos, a proceder à aldeias vizinhas para ensinar o cristinanismo.
Quando Francisco de Almeida chegou em Cochim, obteve permissão para construir uma igreja maior usando cal e pedra. Assim, em 3 de maio de 1505, na festa de "Invenção da Santa Cruz", foi colocada a pedra fundamental para um novo edifício. Posteriormente, quando a estrutura foi concluída, o nova igreja foi batizada de "Santa Cruz".
A mando de Dom João III de Portugal, mais frades franciscanos seculares e sacerdotes chegaram a Goa em 1542. Junto com eles desembarcou um grupo de missionários da Companhia de Jesus, liderado pelo Padre Francisco Xavier (futuro São Francisco Xavier). São Francisco Xavier visitou Cochim várias vezes, celebrando missas na Igreja de Santo António, construída pelos franciscanos portugueses. Esta igreja ainda existe, mas hoje é conhecida como Igreja de São Francisco. Localmente conhecida como "Lenthapally" (Igreja Neerlandesa), atualmente está sob os cuidados do Departamento de Pesquisa Arqueológica da Índia, como um monumento histórico.
No seu início, todo o Oriente estava sob a jurisdição da Diocese de Lisboa, mas em 12 de junho de 1514, por uma Bula do Papa Leão X, Goa e Cochim tornaram-se duas importantes missões religiosas no âmbito da recém-criada diocese do Funchal, na Ilha da Madeira. Posteriormente, muitos missionários foram enviados à região. Mais tarde, o Papa Paulo III, pela Bula "Aequem Reputamus" de 3 de novembro de 1534, elevou Funchal a arquidiocese e criou a Diocese de Goa como sufragânea, colocando toda a Índia sob sua jurisdição. Daí a importância da infraestrutura criada pelos portugueses em Cochim, com a construção de vários edifícios, estradas, igrejas e mosteiros. Estas obras ainda são visíveis no interior e em torno do atual Forte Cochim.
Pelas zelosas atividades dos missionários de várias congregações que chegaram, todas de Portugal, e não menos de 30.000 "Cristãos de São Tomé" sobre a costa malabar foram convertidos. Em reconhecimento desta conquista, o Sumo Pontífice, o Papa Paulo IV, estabeleceu, pela sua famosa Bula "Pro Excellento Praeeminentia", datada de 4 de fevereiro de 1557, a criação a Diocese de Cochim e Goa, declarada como sua Arquidiocese. O papa declarou ainda que a Igreja de Santa Cruz seria a catedral da nova diocese. Seu perímetro estendia-se de Cananore ao Cabo Comorin (Kanyakumari) e Ceilão (Sri Lanka), incluindo a Birmânia.
O primeiro português Bispo da diocese de Cochim foi Dom Jorge Temudo, O.P. Desde 1646 a administração da Diocese tornou-se difícil, dada a conquista de Cochim pelos neerlandeses, protestantes. Alguns prelados que foram consagrados como bispos da Diocese quer em Goa ou em Lisboa não podiam sequer chegar a Cochim, não podendo tomar posse do cargo. Como resultado, muitas facções, rebeliões e divisões. A fim de trazer de volta esses dissidentes para o seio da Igreja, a Santa Sé começou a enviar Missionários Carmelitas. Assim, foi criado o Vicariato Apostólico de Malabar, em 1657, que, mais tarde, em 1709, foi alterado para o Vicariato apostólico de Verapoly com o bispo Ângelo Francisco como seu primeiro vigário apostólico.
Em 1663, os holandeses calvinistas capturam a cidade de Cochim e destroem todas as instituições católicas portuguesas, exceto a Igreja de Santo Antônio (Igreja da Holanda) e a Catedral Santa Cruz. Daí o Episcopado nomeado posteriormente, tinha a tendência de ir para a sua diocese residindo fora da cidade de Cochim. A próxima evolução importante foi a conquista de Cochim pelos britânicos em 1795. Eles destruíram a antiga Sé Santa Cruz, mas foram mais tolerantes para com os católicos do que os holandeses calvinistas.
Durante esta fase, devido às rivalidades político-religiosas, a Santa Sé, finalmente decidiu entregar a maior parte da Diocese ao Vicariato de Verapoly. Assim, em 24 de abril de 1838, a Diocese de Cochim foi anexado ao Vicariato. Este decreto Papal criou alguns problemas entre Portugal e Roma, mas foi resolvido mais tarde. Em 23 de junho de 1886, o Papa Leão XIII promulgou a Concordata "Humanae Salutis Auctor", através da qual a Diocese de Cochim foi restaurada ao seu estado original e colocada novamente como um bispado sufragâneo sob a Arquidiocese de Goa. Simultaneamente, o Vicariato de Verapoly foi elevada a Arquidiocese e da Diocese de Quilon foi erigida como sua sufragânea. O aparecimento destas duas dioceses era do antigo Padroado da Diocese de Cochim, que foi eregida em 4 de fevereiro de 1557.
O último bispo português foi Dom José Vieira Alvernaz (1942-1951). Em 19 de junho de 1952, pelo decreto "Ea Redemptoris Verba" do Papa Pio XII, a nova diocese de Cochim teria o desmembramento da Diocese de Alleppy e foi trazido para as mãos do clero indiano. O primeiro bispo de Cochim nativo foi Alexander Edezath (1952-1975), que foi sucedido por Joseph Kureethara (1975-1999), em 22 de dezembro de 1975.

## Lista de bispos
A seguir uma lista de bispos desde a criação da diocese em 2005.
|        | Nome                                  | Período     | Notas                                               |
| Bispos | Bispos                                | Bispos      | Bispos                                              |
| ------ | ------------------------------------- | ----------- | --------------------------------------------------- |
| 35º    | Joseph Kariyil                        | 2009 - 2024 | Bispo emérito                                       |
| 34º    | John Thattumkal, S.S.C.               | 2000 - 2009 | Suspensão em 2008, resignou em 2009                 |
| 33º    | Joseph Kureethara                     | 1975 - 1999 |                                                     |
| 32º    | Alexander Edezath                     | 1952 - 1975 |                                                     |
| 31º    | José Vieira Alvernaz                  | 1941 - 1950 |                                                     |
| 30º    | Abílio Augusto Vaz das Neves          | 1933 - 1938 |                                                     |
| 29º    | José Bento Martins Ribeiro            | 1909 - 1931 | Faleceu no cargo                                    |
| 28º    | Mateus de Oliveira Xavier             | 1897 - 1909 | Nomeado arcebispo de Goa                            |
| 27º    | João Gomes Ferreira                   | 1897 - 1897 | Faleceu no cargo                                    |
| 26º    | Joaquim de Santa Rita Botelho         | 1832        |                                                     |
| 25º    | Tomás Manuel de Noronha e Brito, O.P. | 1819 - 1828 | Nomeado bispo de Olinda, Brasil                     |
| 24º    | José da Soledade da Silva, O.C.D.     | 1785 - 1818 |                                                     |
| 23º    | Manuel de Santa Catarina, O.C.D.      | 1778 - 1783 | Nomeado arcebispo de Goa                            |
| 22º    | Sebastião da Costa                    | 1777        |                                                     |
| 21º    | Clemente José Colaço Leitão, S.J.     | 1745 - 1776 | Faleceu no cargo                                    |
| 20º    | António da Conceição                  | 1745        |                                                     |
| 19º    | Francisco de Vasconcelos, S.J.        | 1721 - 1743 | Faleceu no cargo                                    |
| 18º    | Francisco Pedro dos Mártires          | ? - 1715    | Faleceu no cargo                                    |
| 17º    | Pedro Pacheco, O.P.                   | 1694 - 1714 | Faleceu no cargo                                    |
| 16º    | António de Santa Teresa               | 1692        |                                                     |
| 15º    | Pedro da Silva, O.S.A.                | 1689 - 1691 | Faleceu no cargo                                    |
| 14º    | António de São Dionísio, O.S.A.       | 1676 - 1685 |                                                     |
| 13º    | Fernando de Santa Maria               | 1672        |                                                     |
| 12º    | Fábio dos Reis Fernandes, O.Carm.     | 1672        | Nomeado bispo de Santiago de Cabo Verde, Cabo Verde |
| 11º    | Bernardo Juzarte de Andrade, C.R.S.A. | 1672        | não aceitou, depois bispo de São Tomé               |
| 10º    | Francisco Barreto, S.J.               | ? - 1663    | bispo eleito, não tomou posse                       |
| 9º     | João Coelho                           | 1650        |                                                     |
| 8º     | Antônio da Serpa                      | 1647        |                                                     |
| 7º     | Miguel da Cruz Rangel, O.P.           | 1631 - 1646 | Faleceu no cargo                                    |
| 6º     | Luís de Brito e Meneses, O.S.A.       | 1627 - 1629 | Faleceu no cargo                                    |
| 5º     | Sebastião de São Pedro, O.S.A.        | 1615 - 1625 | Nomeado arcebispo de Goa                            |
| 4º     | André de Santa Maria, O.F.M.          | 1588 - 1615 |                                                     |
| 3º     | Mateus de Medina, O.S.A.              | 1577 - 1588 | Nomeado arcebispo de Goa                            |
| 2º     | Henrique de Távora e Brito, O.P.      | 1567 - 1577 | Nomeado arcebispo de Goa                            |
| 1º     | Jorge Temudo, O.P.                    | 1558 - 1567 | Nomeado arcebispo de Goa                            |